# Volčje Njive
Volčje Njive – wieś w Słowenii, w gminie Mirna. W 2018 roku liczyła 52 mieszkańców.